# Amanda Lindsey Cook
Amanda Lindsey Cook, nata Amanda Falk (Niverville, 8 maggio 1984), è una cantante canadese.

## Biografia
Amanda Lindsey Cook è salita alla ribalta con il suo album di debutto Amanda Falk, che ha vinto il premio per l'album gospel dell'anno ai Juno Awards 2006, il principale riconoscimento musicale canadese. Ha inoltre vinto il Covenant Award della Gospel Music Association of Canada per l'artista femminile dell'anno per quattro anni consecutivi dal 2005 al 2008, e nel 2014.
Nel 2010 è diventata worship leader nella chiesa di Bethel in California, entrando a far parte del collettivo musicale della congregazione, la Bethel Music. Brave New World, il suo quarto album uscito nel 2015, è diventato il suo maggiore successo commerciale: ha infatti raggiunto la 18ª posizione della classifica canadese, la 20ª di quella statunitense e la 93ª di quella britannica, e ha ricevuto un GMA Dove Award per l'album dell'anno.
Fra le sue influenze musicali, Amanda Lindsey Cook cita Sarah McLachlan, Nicole Nordeman, Norah Jones e John Mayer.

## Discografia

### Album in studio
- 2004 – Amanda Falk
- 2007 – Beautiful
- 2010 – In Between the Now & Then
- 2015 – Brave New World
- 2019 – House on a Hill

### Singoli
- 2014 – You Make Me Brave
- 2015 – Heroes
- 2019 – Awakening
- 2019 – Still
- 2019 – Evergreen Reimagined
- 2020 – Help Is on the Way